# Теракт у Мацумото
Теракт у Мацумото був скоєний членами неорелігійної деструктивної секти «Аум Сінрікьо» 27 червня 1994 року у місті Мацумото (префектура Наґано). Метою теракту було позбутись трьох суддів, які розглядали справу про земельну суперечку між сектою та місцевою громадою. Як знаряддя було використано виготовлену сектантами бойову отруйну речовину нервово-паралітичної дії зарин.

## Перебіг подій
Членам секти було поставлено завдання вбити трьох суддів, які збирались винести вирок не на користь секти стосовно придбаної земельної ділянки. Протягом близько 20 хвилин було розпилено до 20 кг зарину. Внаслідок теракту жоден суддя не помер, однак через отруєння вони не змогли далі працювати й слухання по справі були відкладені на невизначений термін. Загинуло семеро мешканців, всього постраждало та звернулось по допомогу понад 250 осіб.
Поліція не була готова до розслідування подібного роду терактів. Про використання зарину стало відомо лише після результатів лабораторних аналізів. Підозра пала на місцевого мешканця Йошіюкі Коно, в якого поліція знайшла фотореактиви та висунула версію, згідно якої це начебто він виготовив зарин із сільськогосподарських пестицидів. Попри відсутність доказів та відмову визнавати себе винним, він залишався підозрюваним аж до теракту в токійському метрополітені 20 березня 1995 року.